# جورج تاون (جزيرة أسينشين)
جورج تاون هي عاصمة ومركز جزيرة أسينشين في إقليم ما وراء البحار البريطانية من سانت هيلانة وأسينشين وتريستان دا كونا وتقع على الساحل الغربي للجزيرة.
وتتركز المدينة على كنيسة سانت ماري، وهي جزء من أبرشية الأنجيلية سانت هيلينا ونادي المنفيين السابق، الذي بني كثكنة المارينز الملكية في وقت منفى نابليون إلى سانت هيلينا في أوائل القرن 19. المدينة سميت على اسم الملك جورج الثالث الذي كان سائدا في الوقت الذي كان يدعى الجزيرة عن بريطانيا وحامية من قبل الأميرالية في عام 1815. وكذلك الكنيسة، وهناك رصيف، مسار ألعاب القوى، سوبر ماركت صغير، مكتب البريد الملكي، سناكبار، الفندق، مركز الشرطة، مستشفى، جراحة الأسنان ومكتبة. لا توجد مدرسة ولكن يسافر التلاميذ إلى قريتي القوارب، 3 أميال الداخلية.

## جورج تاون في الوقت الحاضر
المدينة هي مركز الثقافة في الصعود. وعادة ما تستضيف الأحداث ألعاب القوى المحلية، فضلا عن كونها بداية سباق بركة الندى السنوية من مستوى سطح البحر إلى أعلى نقطة في الجزيرة على الجبل الأخضر. أنشطة عيد الصعود (الذي يوافق اكتشاف جزيرة أسينشين) إما استضافت هنا أو في قرية القاربين القريبة. اعتبارا من عام 2008 كان عدد السكان حوالي 450. قريب لونغ بيتش هو أرض التعشيش هامة للسلاحف الخضراء العملاقة.

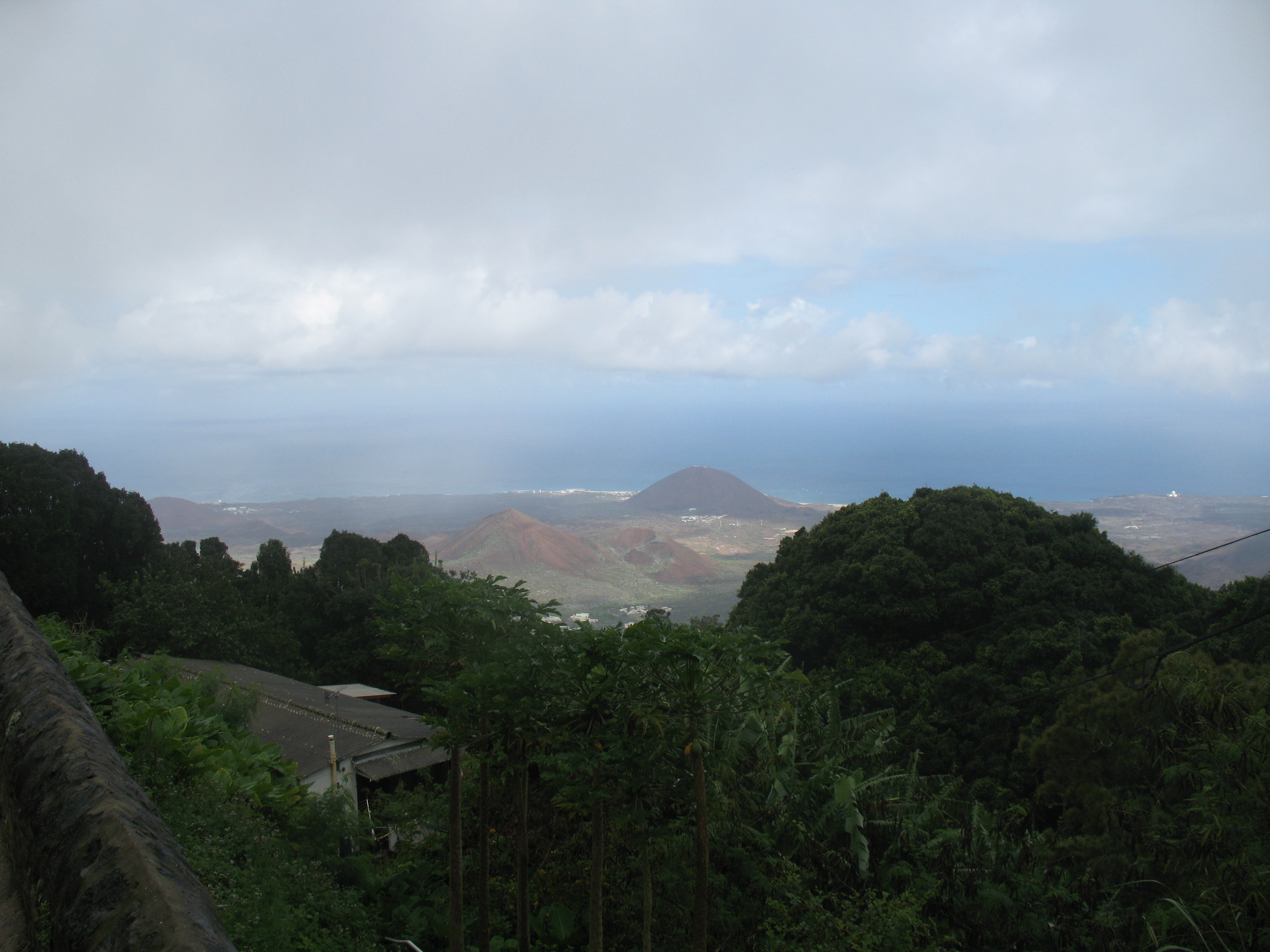
جورج تاون في المسافة من قمة الجبل الأخضر.
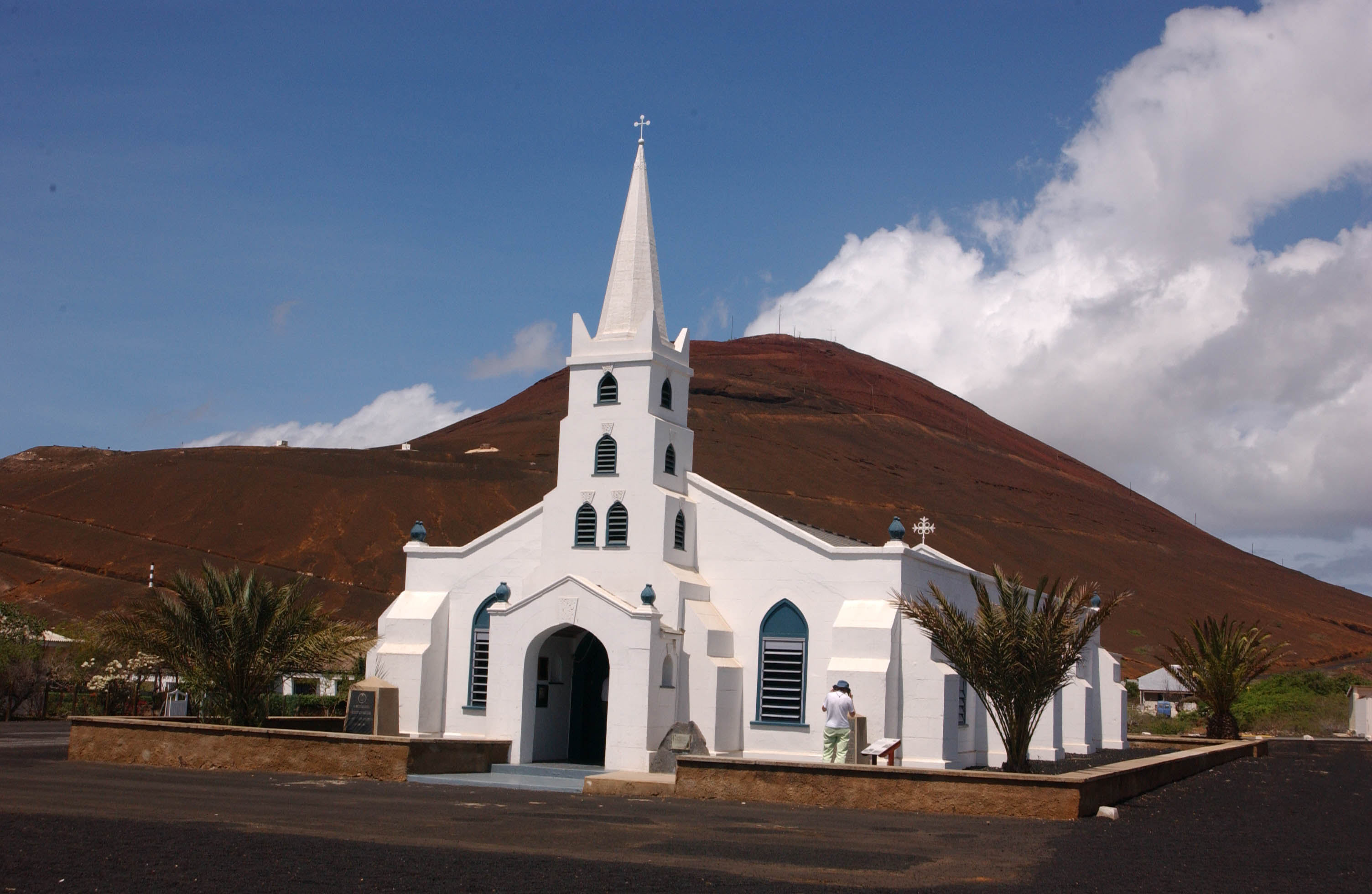
كنيسة سانت ماري ،
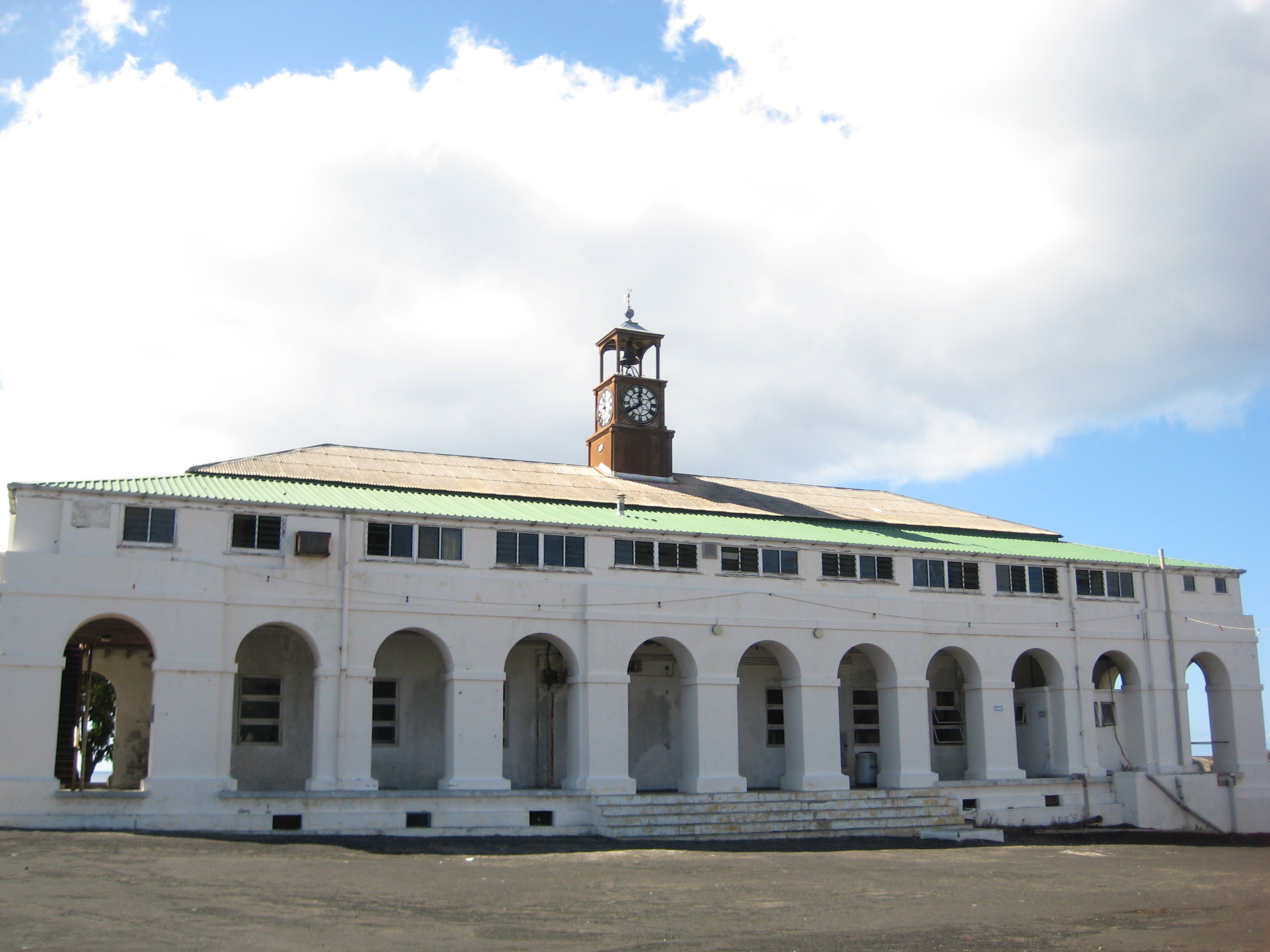
ثكنة جورج تاون قديمة .
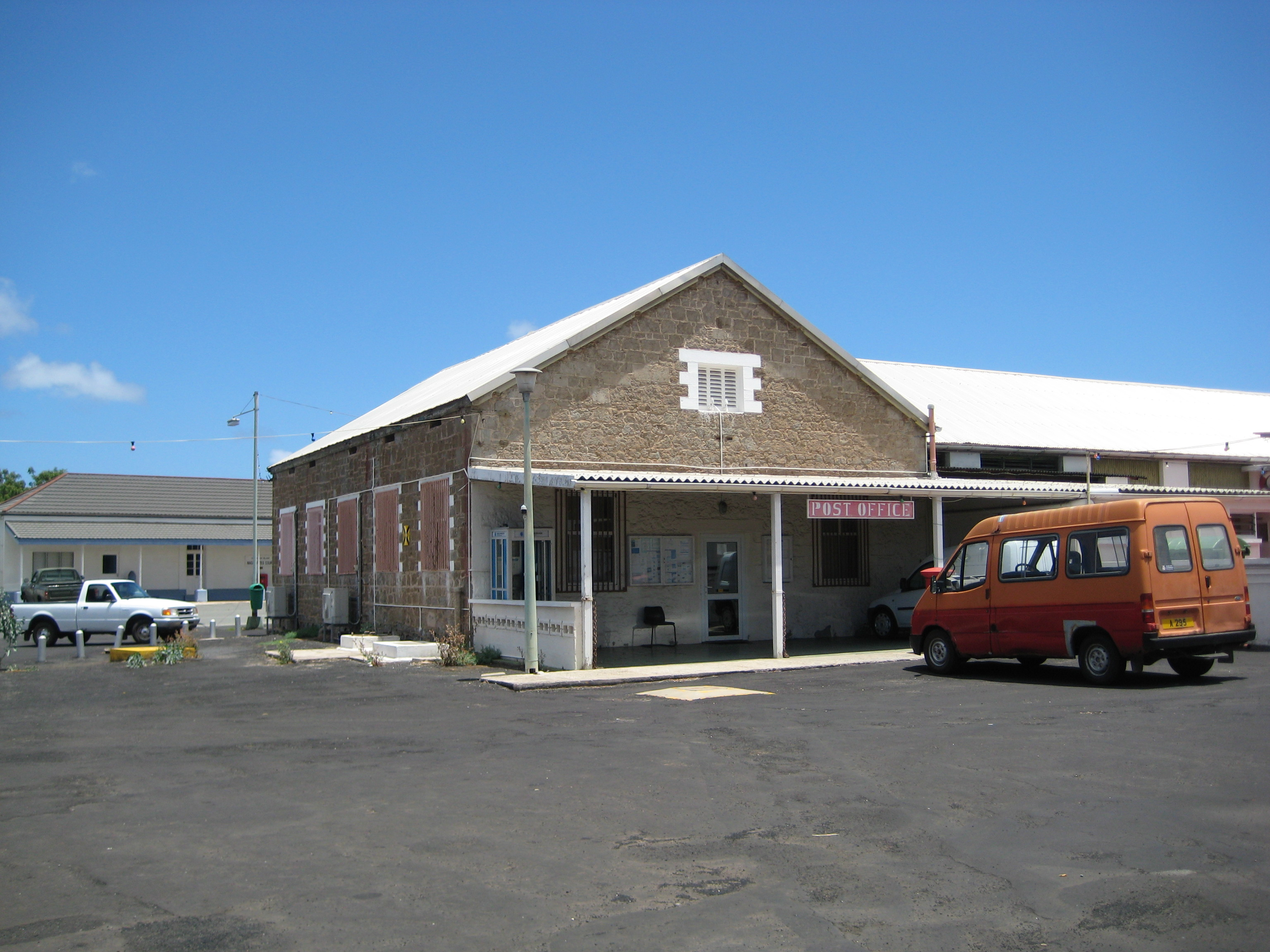
الجزيرة مكتب البريد في جورج تاون.

## وصلات خارجية
- أبرشية سانت هيلانة رعية القديسة مريم العذراء
- بي بي سي الطقس جورج تاون المناخ الأرقام

إحداثيات: 7°55′43″S 14°24′42″W / 7.92861°S 14.41167°W